# Pariah (filme)
Pariah é um filme de drama estadunidense de 2011 dirigido e escrito por Dee Rees. Protagonizado por Adepero Oduye, Aasha Davis, Charles Parnell e Kim Wayans, conta a história de Alike, uma jovem afro-americana que luta pela construção de sua identidade. Teve sua primeira aparição no Festival de Cinema de Sundance em 21 de janeiro de 2011.
Desde então, é considerado um dos melhores filmes da década de 2010 e do século XXI. Em 2022, o filme foi selecionado para preservação no National Film Registry dos Estados Unidos pela Biblioteca do Congresso como sendo "culturalmente, historicamente ou esteticamente significativo", tornando-se o primeiro longa narrativo da década de 2010.

## Elenco
- Adepero Oduye - Alike
- Aasha Davis - Bina
- Charles Parnell - Arthur, pai de Alike
- Kim Wayans - Audrey, mãe de Alike
- Pernell Walker - Laura, melhor amiga de Alike
- Sahra Mellesse - Sharonda, irmã de Alike